# 肓兪穴
肓兪穴（こうゆけつ）は、足の少陰腎経に属す16番目の経穴である。

## 部位
左右の臍の外5分に取穴する。

## 名前の由来
肓は体の中の隠れた部分、兪は経気が出入りする場所を意味する。

## 効能
胃酸過多、胃潰瘍、胃痙攣、呼吸器疾患、生理痛、精力減退に使われる。

## その他
兪の字がついているが、兪穴ではない。